# Creagrutus gracilis
Creagrutus gracilis és una espècie de peix de la família dels caràcids i de l'ordre dels caraciformes.

## Morfologia
- Els mascles poden assolir 7,7 cm de llargària total.[4]

## Hàbitat
Viu en zones de clima tropical.

## Distribució geogràfica
Es troba a Sud-amèrica: regions de l'Amazones i Loreto al Perú, i diverses localitats al llarg del vessant oriental dels Andes a l'Equador.